# Голуби

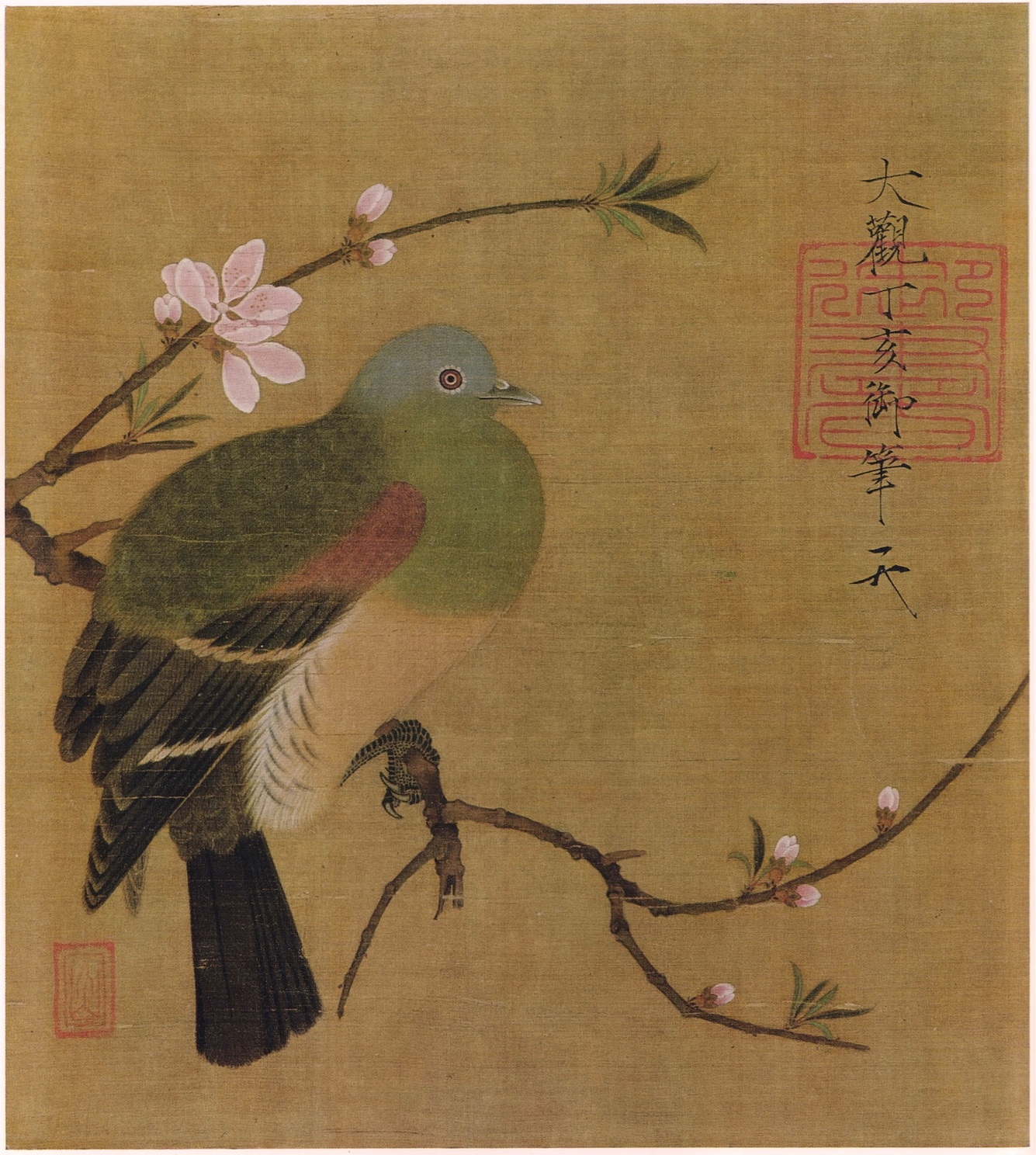
Голубь на ветке персикового дерева. Картина китайского императора Хуэйцзуна (1082—1135). Ок. 1108

Го́луби, или настоя́щие го́луби (лат. Columba), — род птиц из семейства голубиных.

## Общая характеристика
Длина крыла 20—27 см, масса 200—650 г. Населяют Евразию, Африку и Австралию. Наиболее распространённый вид из этого рода — сизый голубь, интродуцирован на все континенты.

## Виды
Род включает 35 видов:
- Columba livia — сизый голубь
- Columba rupestris — скалистый голубь
- Columba leuconota — белогрудый голубь
- Columba guinea — крапчатый голубь
- Columba albitorques — эфиопский голубь
- Columba oenas — клинтух
- Columba eversmanni — бурый голубь
- Columba oliviae — сомалийский голубь
- Columba palumbus — вяхирь, или витютень
- Columba trocaz — серебристошейный голубь[4], или мадейрский голубь[1]
- Columba bollii — темнохвостый лавровый голубь, или канарский голубь
- Columba junoniae — белохвостый лавровый голубь, или лавровый голубь
- Columba unicincta — конголезский голубь
- Columba arquatrix — оливковый голубь
- Columba sjostedti
- Columba thomensis
- Columba pollenii — коморский голубь
- Columba hodgsonii — гималайский голубь
- Columba albinucha — белозатылочный голубь
- Columba pulchricollis — пепельный голубь
- Columba elphinstonii — нильгирийский голубь
- Columba torringtonii — цейлонский голубь
- Columba punicea — пурпурный голубь
- Columba argentina — серебристый голубь
- Columba palumboides — андаманский голубь
- Columba janthina — чёрный голубь
- † Columba versicolor — бонинский голубь
- † Columba jouyi — серебрянополосый голубь
- Columba vitiensis — белогорлый голубь
- Columba leucomela — чёрно-белый голубь
- Columba pallidiceps — желтоногий голубь
- Columba delegorguei — винно-красный голубь
- Columba iriditorques
- Columba malherbii — сан-томейский голубь
- Columba larvata (Aplopelia larvata) — лимонная горлица

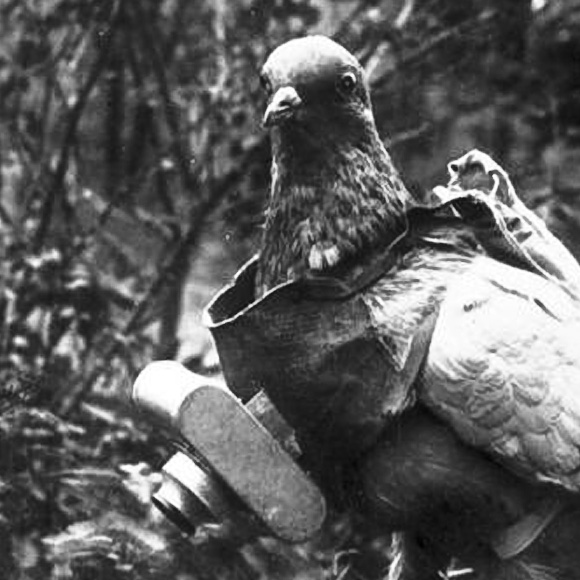
Голубь с фотокамерой для аэрофотосъёмки на службе германской армии во время Первой мировой войны

Лимонную горлицу иногда выделяют в род Aplopelia.
В род Columba ранее включали виды рода Patagioenas, распространённые на Американском континенте.
Вымерший эндемик Реюньона голубь Дюбуа относится к роду Nesoenas.

## Голуби и человек

### Одомашнивание
Человек приручил дикого сизого голубя более 5000 лет тому назад, а возможно, и 10 000 лет назад. С тех пор голубеводы вывели более 800 пород домашних голубей, различных по цвету, форме тела и назначению. В России есть около 200 пород голубей местного происхождения.

### Применение голубей
- Домашних голубей разводят на мясо. Существуют специализированные мясные породы[7].
- Голубиная почта долгое время являлась одним из основных способов почтовой связи.
- Голубей также использовали для аэрофотосъёмки.
- В прежние времена голуби использовались для голубиной охоты.

## Генетика
Молекулярная генетика
- Депонированные нуклеотидные последовательности в базе данных EntrezNucleotide, GenBank, NCBI, США: 54 762 (по состоянию на 13 марта 2015).
- Депонированные последовательности белков в базе данных EntrezProtein, GenBank, NCBI, США: 33 101 (по состоянию на 13 марта 2015).

Бо́льшая часть депонированных последовательностей принадлежит сизому голубю (Columba livia) — генетически наиболее изученному представителю рода.
Геномика
В 2013 году была секвенирована полная геномная последовательность представителя настоящих голубей — сизого голубя (с использованием особи одной из домашних пород в качестве источника геномной ДНК). Благодаря достаточно хорошему качеству сборки генома C. livia вид имеет важное значение в сравнительной геномике для выяснения эволюции птичьих геномов.

## Галерея

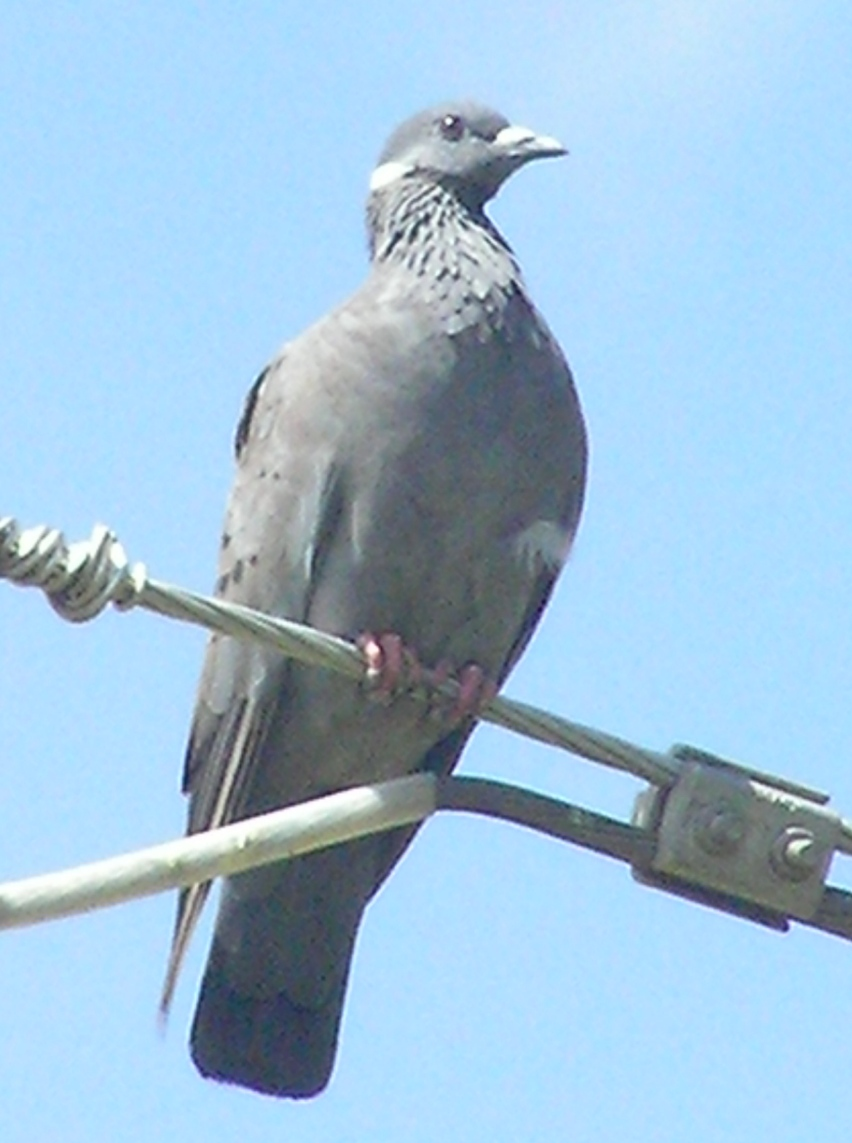
Эфиопский голубь обитает в Эритрее и Эфиопии
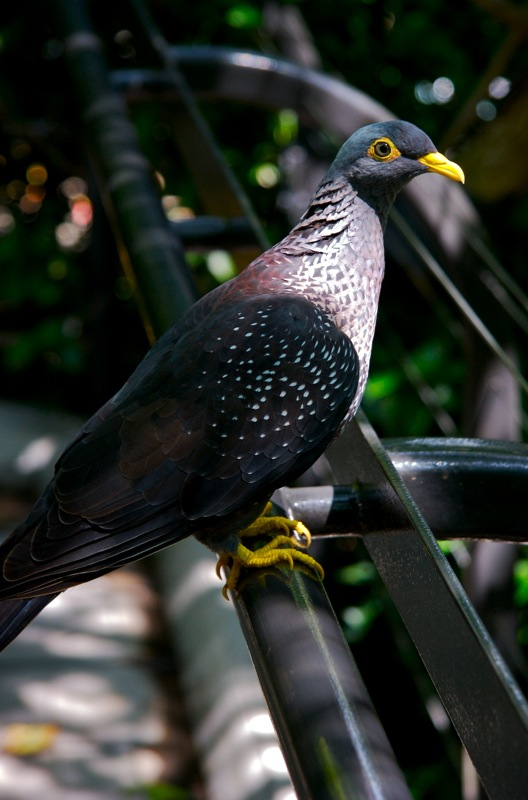
Оливковый голубь обитает в Африке южнее Сахары и на Аравийском полуострове
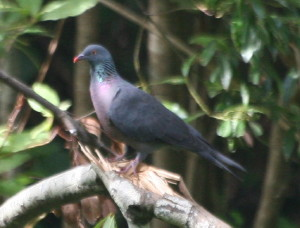
Темнохвостый лавровый голубь — эндемик Канарских островов
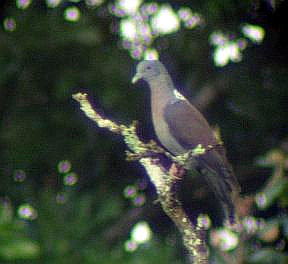
Винно-красный голубь обитает в Африке южнее Сахары
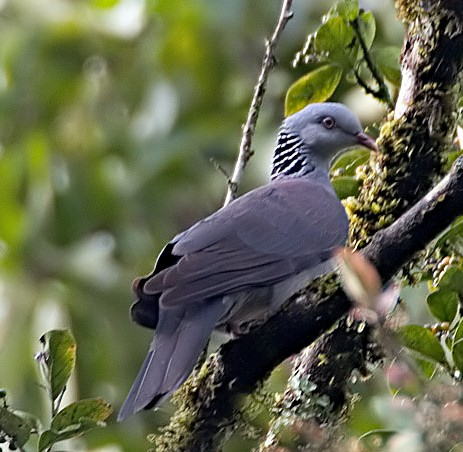
Нильгирийский голубь обитает на западе Индии
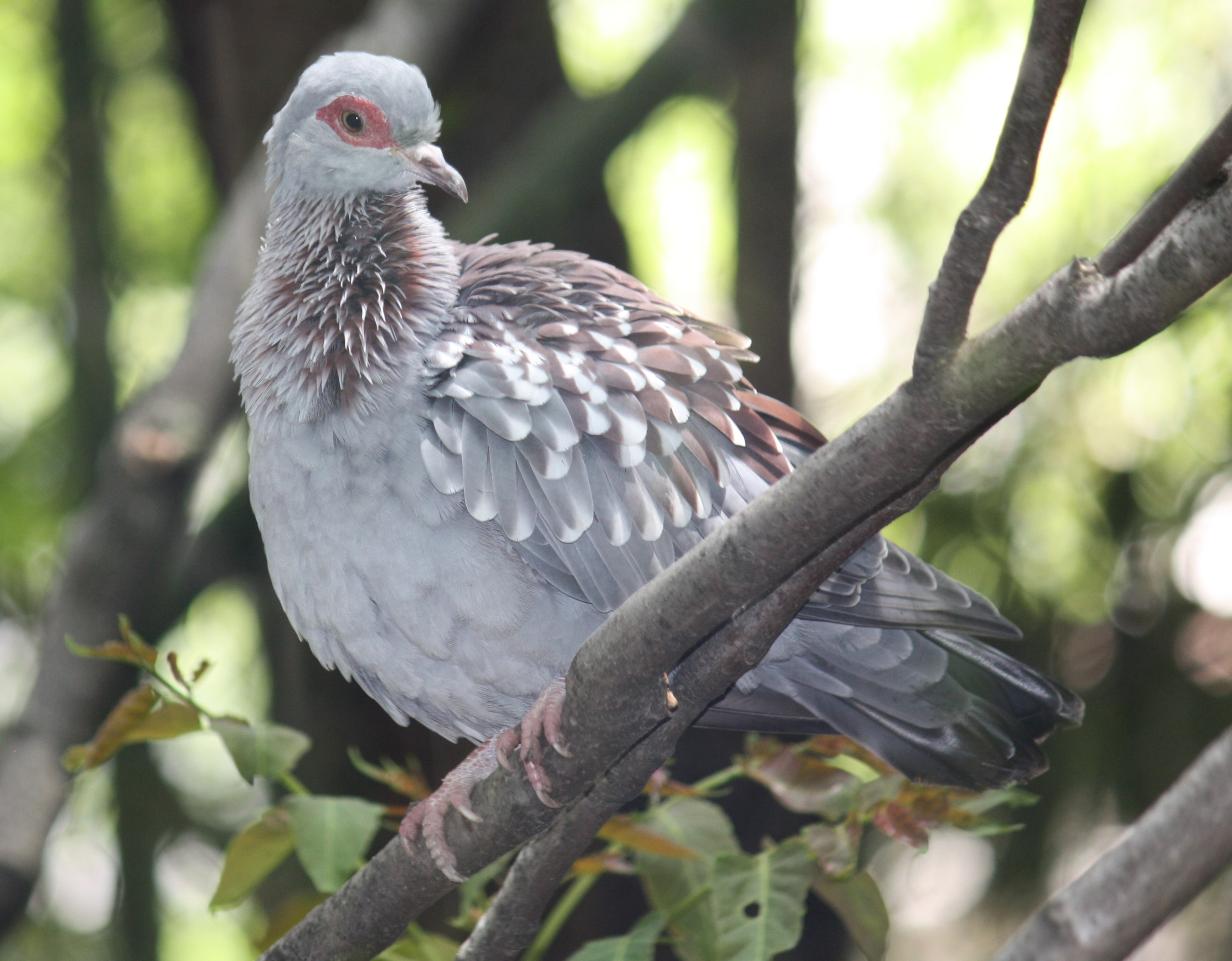
Крапчатый голубь обитает в Африке южнее Сахары
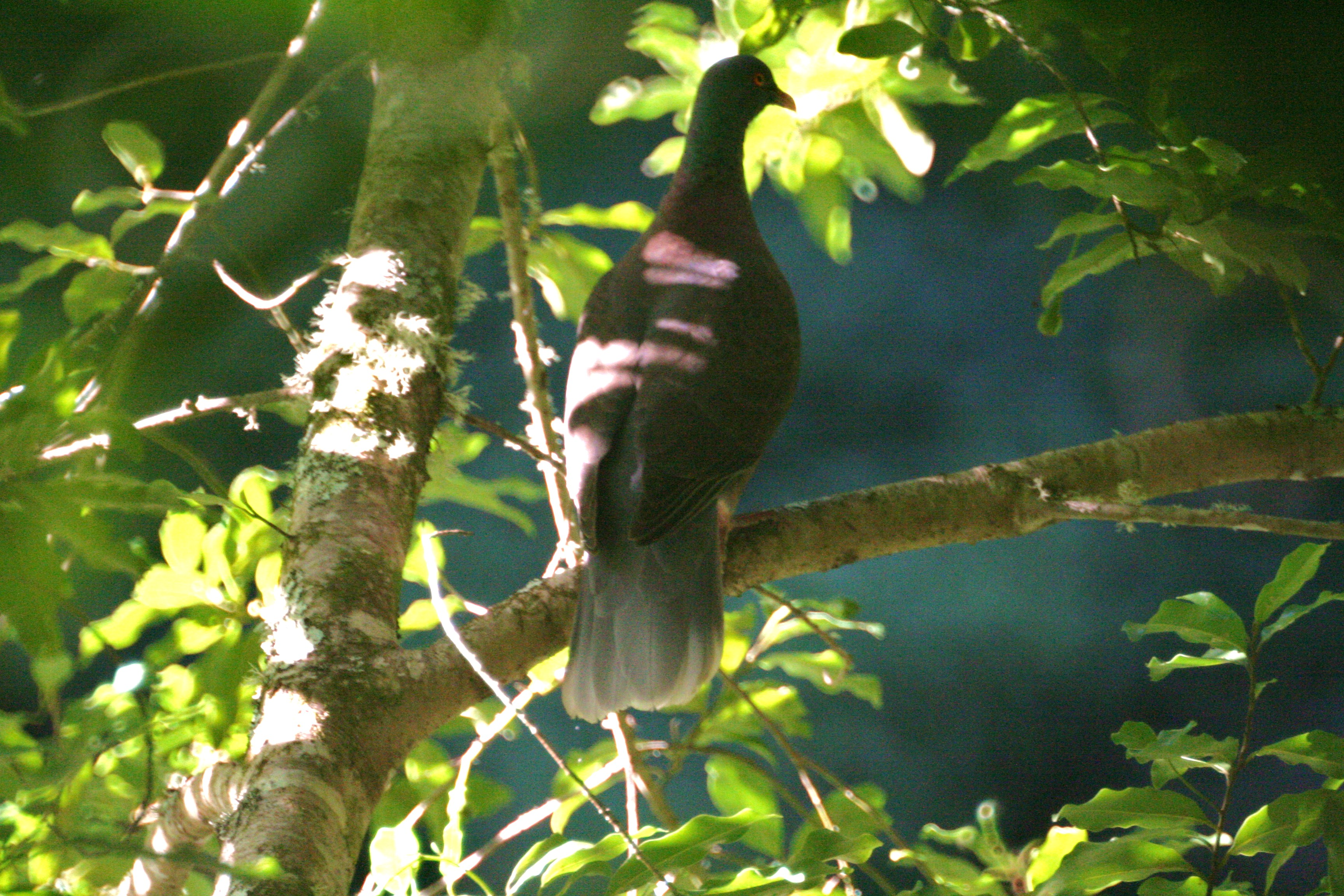
Белохвостый лавровый голубь — эндемик Канарских островов
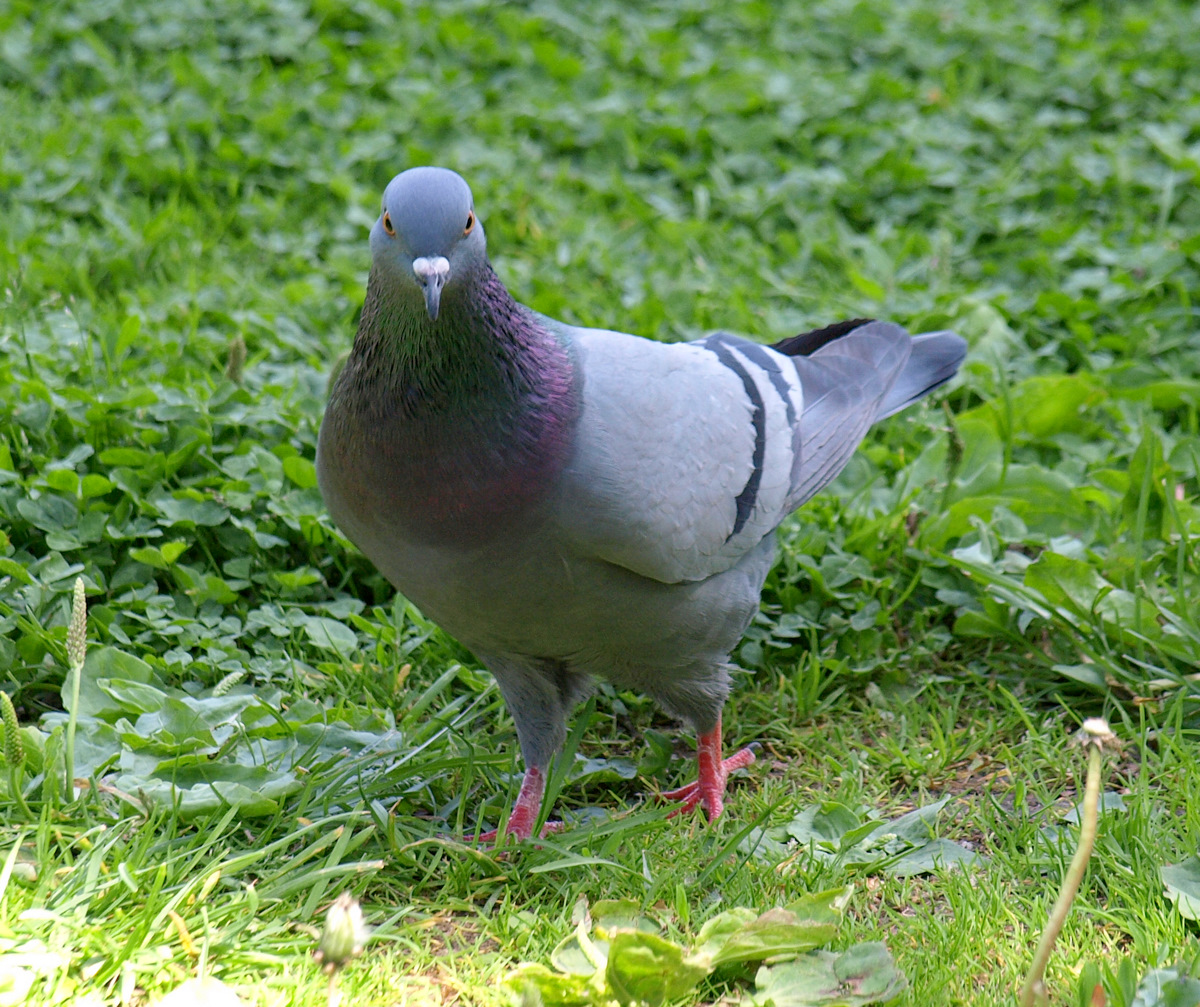
Сизый голубь
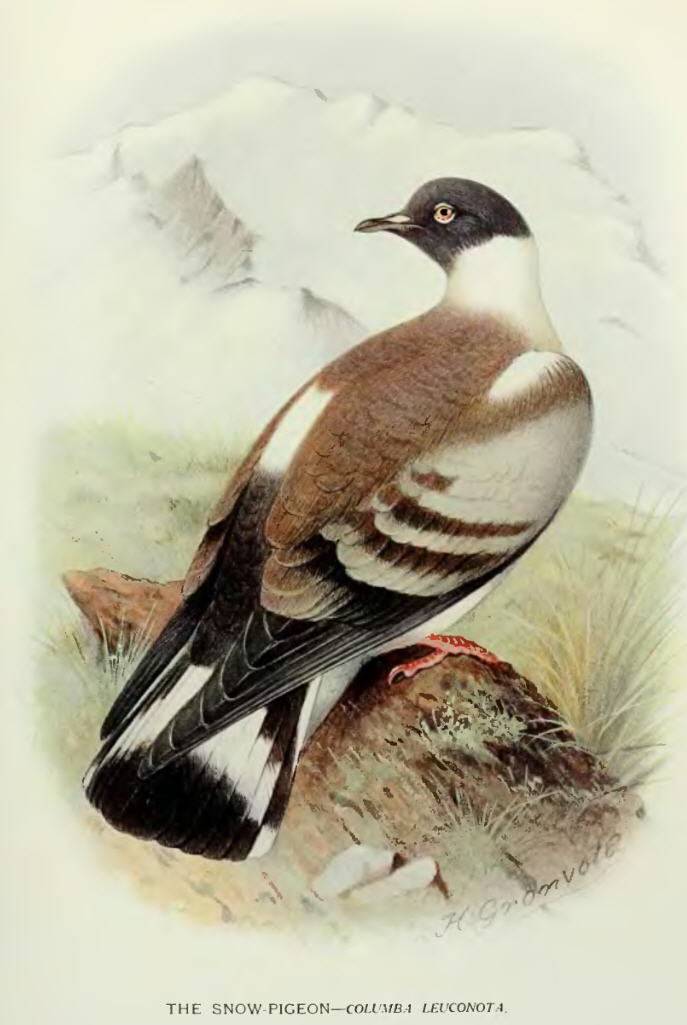
Белогрудый голубь обитает в Южной и Центральной Азии
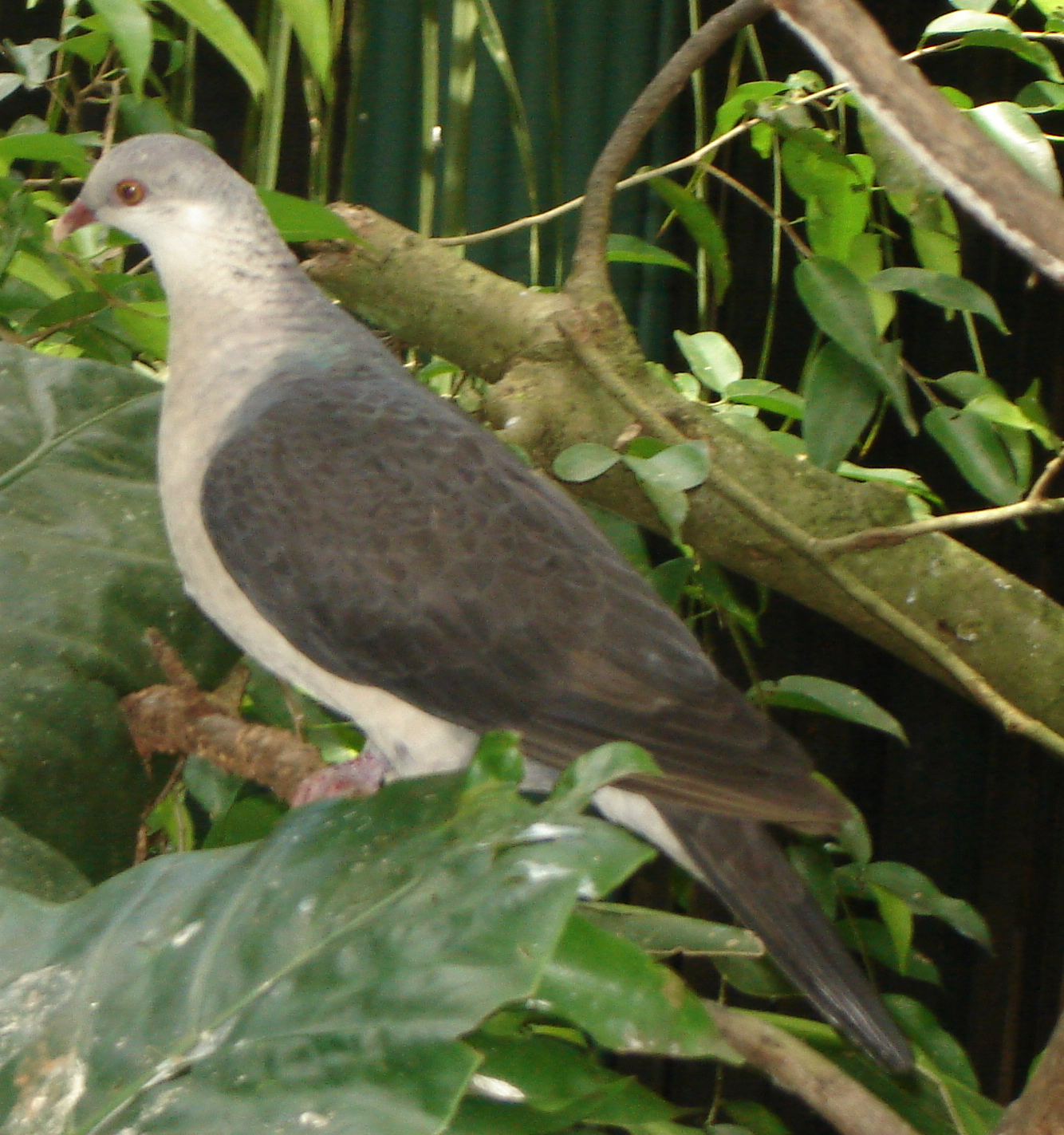
Чёрно-белый голубь — эндемик Австралии
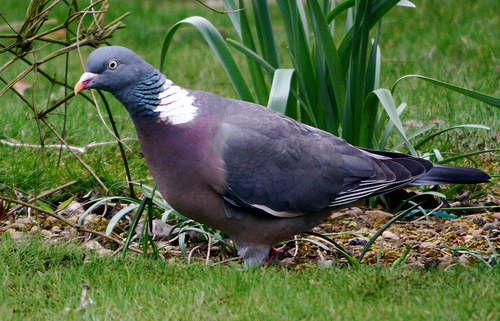
Вяхирь
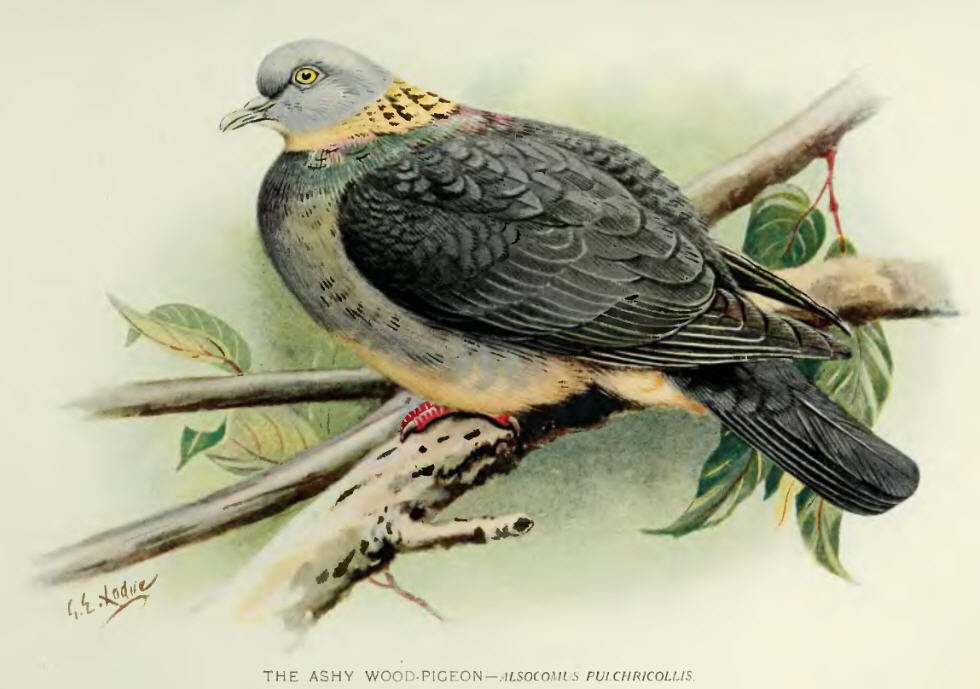
Пепельный голубь обитает в Южной и Юго-Восточной Азии
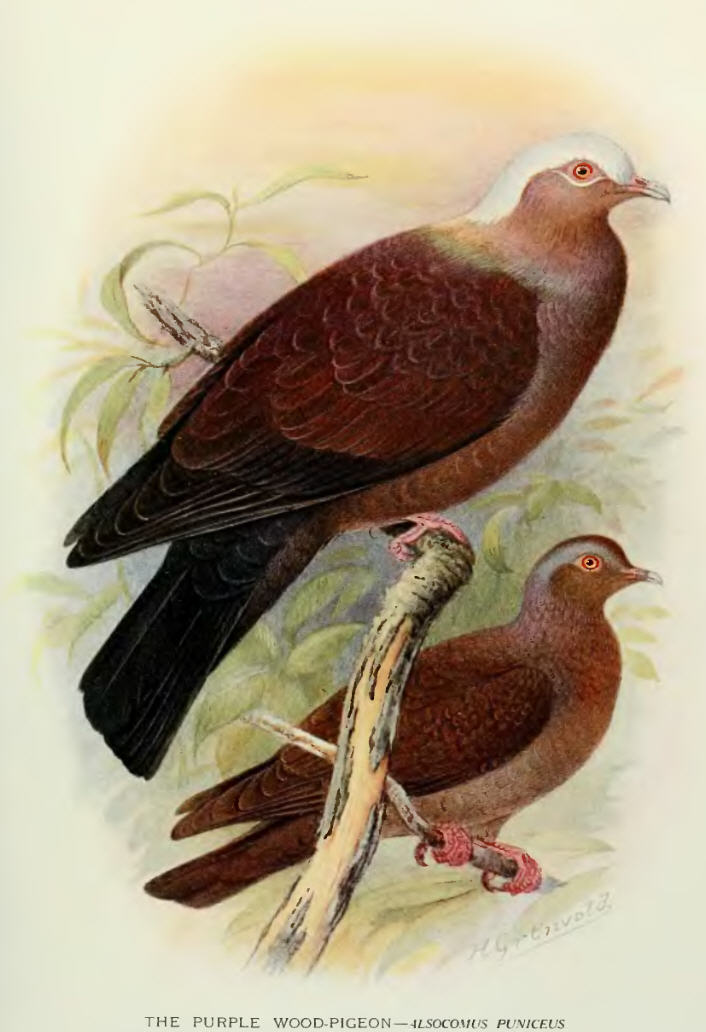
Пурпурный голубь обитает в Южной и Юго-Восточной Азии
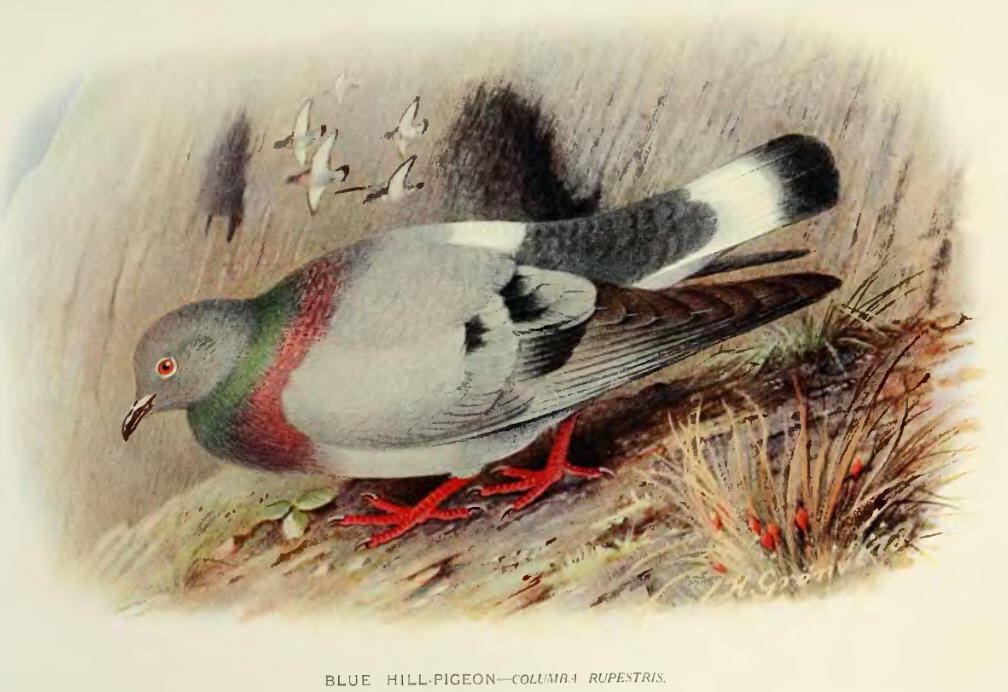
Скалистый голубь распространён в Центральной Азии и на Дальнем Востоке
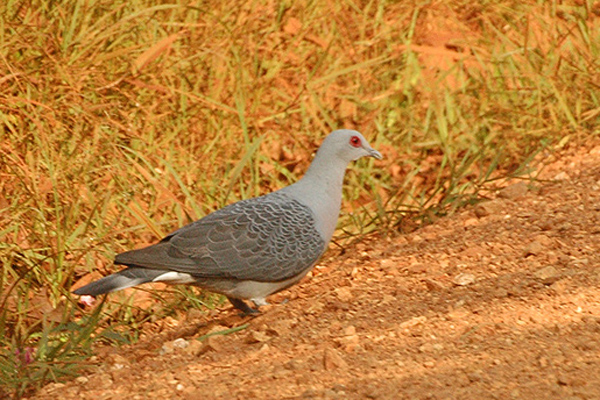
Конголезский голубь обитает в Африке южнее Сахары
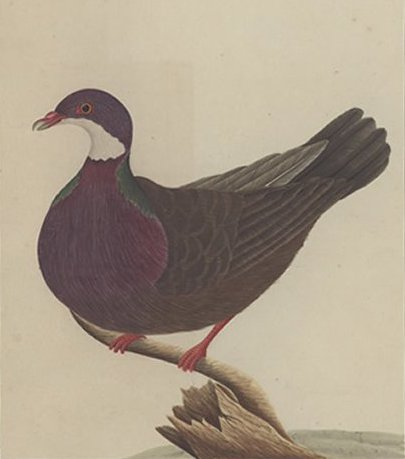
Белогорлый голубь обитает в Юго-Восточной Азии и Океании
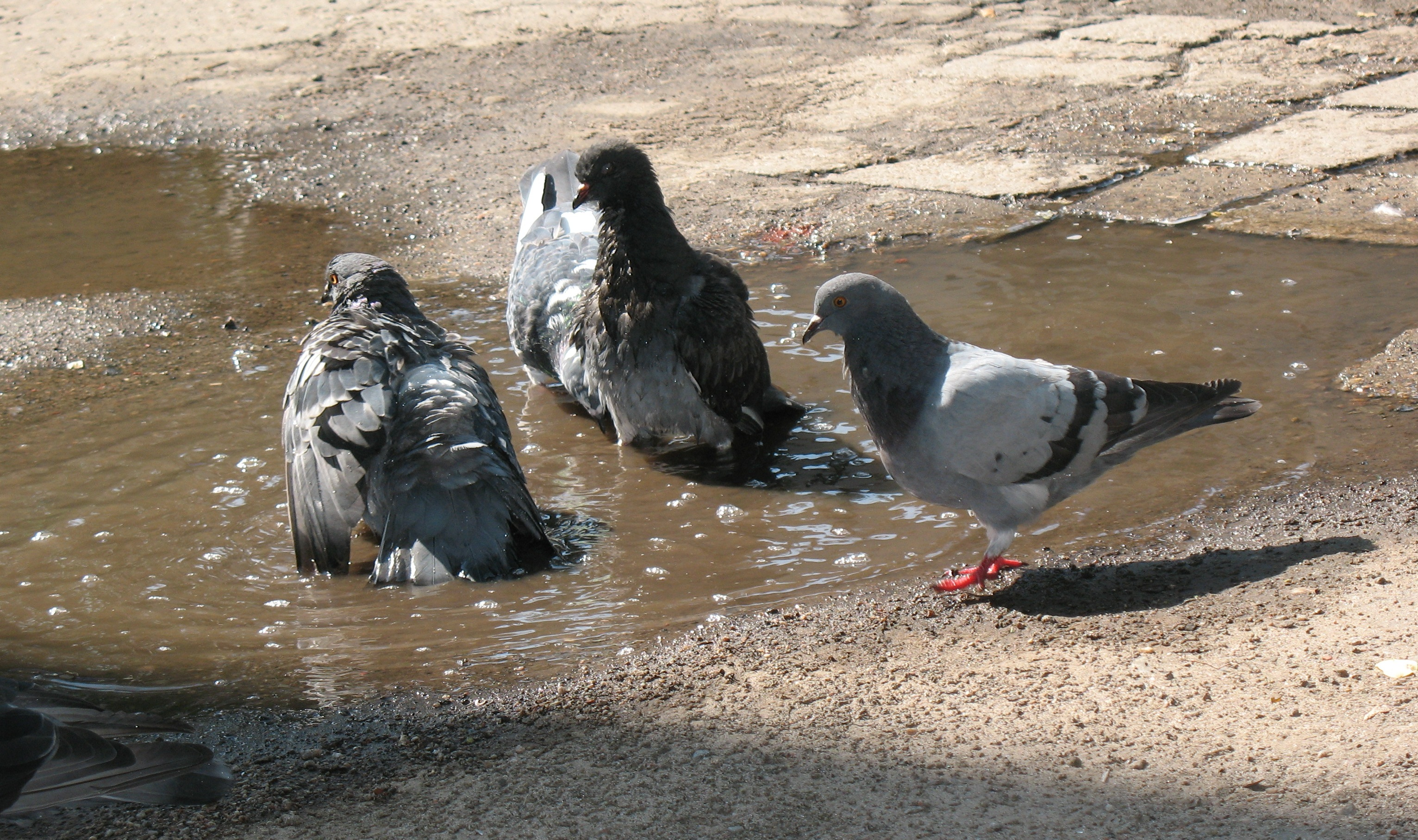
Во время аномальной жары 2010 года
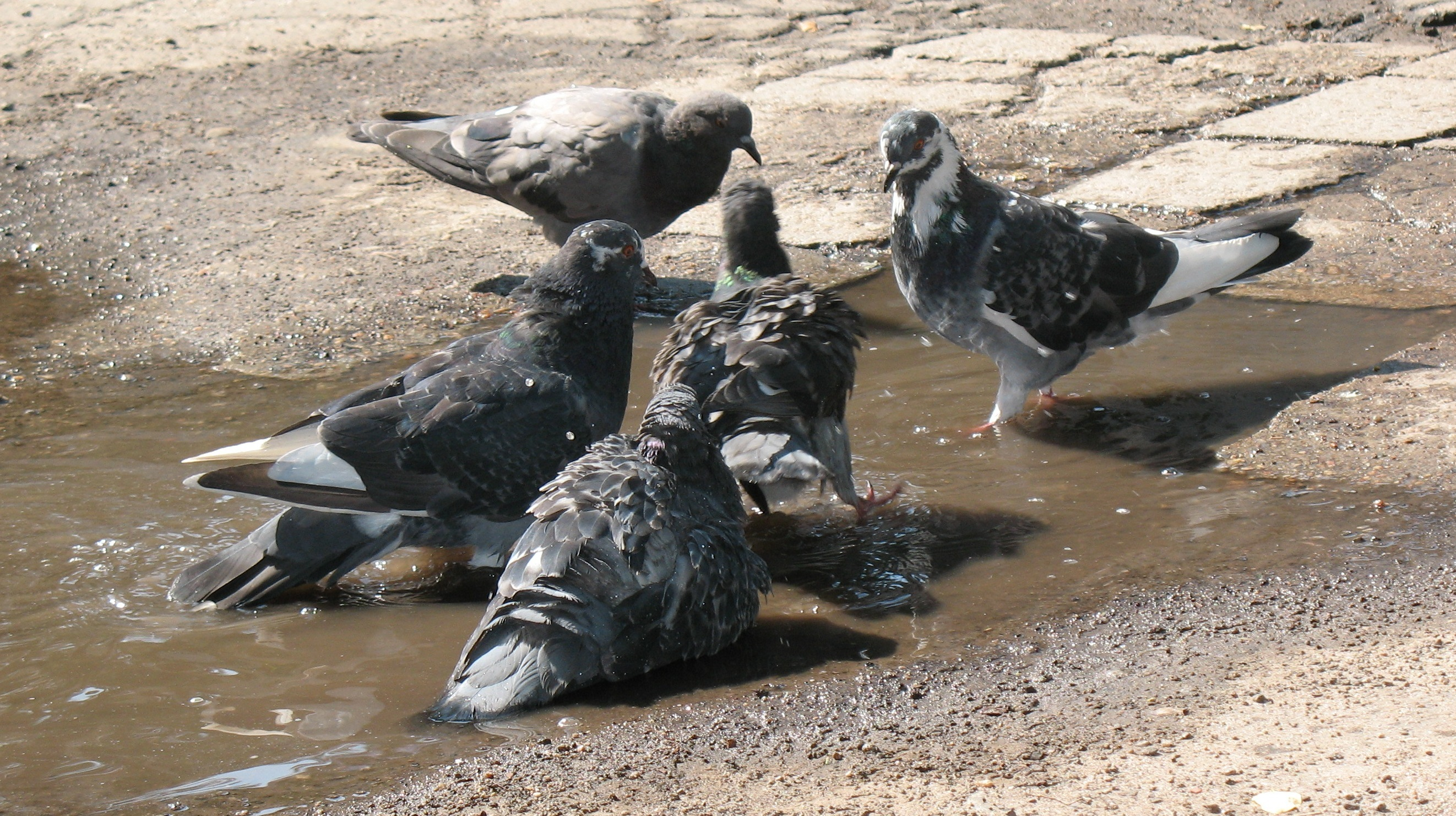
То же. Голуби купаются